# Aliabad-e Czahdegan
Aliabad-e Czahdegan (pers. علي ابادچاهدگان) – wieś w Iranie, w ostanie Kerman. W 2006 roku liczyła 775 mieszkańców w 171 rodzinach.